# Alois Garg
Alois Garg (6 de septiembre de 1912-después de 1986) fue un actor y director alemán.

## Biografía
Nacido en Düsseldorf, Alemania, Garg trabajó como actor teatral desde los años 1950 en el Teatro de Cámara de Colonia, participando en obras de Carl Sternheim y de Arthur Schnitzler (Der grüne Kakadu, en 1957), entre otros autores. En 1951 dirigió la versión radiofónica de la pieza de Franz Werfel Der veruntreute Himmel (con Hilde Engel, Else Brückner y Anette Roland), y la de Bock Das sonderbare Telefon (con Dirk Dautzenberg).
Desde finales de la década de 1950 Garg trabajó en numerosas producciones televisivas, bajo la dirección de realizadores como Imo Moszkowicz, Edward Rothe, Rudolf Sellner, Heinz Wilhelm Schwarz y Wilhelm Semmelroth. Fue también actor en la serie Der dritte Handschuh (1967). En años posteriores fue dirigido por Hansjürgen Pohland, Claus Peter Witt, Peter Zadek, Joachim Hess y Peter Podehl. Su último papel fue el del poeta Émile Robinet en una adaptación de Jean Anouilh, Colombe (1981).
En los últimos años de la década de 1940, Garg trabajó como locutor para las emisoras radiofónicas Nordwestdeutscher Rundfunk y Westdeutscher Rundfunk. Entre sus emisiones figuran Hauptmann von Köpenick (1951), Schmutzige Hände (dirigida por Karl Peter Biltz), Sie klopfen noch immer (dirigida por Eduard Hermann), Der verwaltete Engel. Eine Familiengeschichte in 11 Teilen (1986) y Der abenteuerliche Simplicissimus Teutsch (con Hans Clarin y Rolf Schult). 
Garg continuó actuando en el teatro, siendo una de sus representaciones la obra de Molière El enfermo imaginario, llevada a escena en el Schauspiel de Colonia en 1972 junto a René Deltgen, Irmgard Först, Wilhelm Pilgram y Josef Quadflieg.

## Filmografía
- 1956 : Das Geheimnis der Makkaroni (telefilm), de Peter A. Horn
- 1956 : Das lange Weihnachtsmahl (telefilm), de Hannes Tannert
- 1957 : Der trojanische Krieg findet nicht statt (telefilm), de Rudolf Sellner
- 1960 : Stunden des Schreckens (telefilm), de Herbert Wenk
- 1962 : Daphne Laureola (telefilm), de Heinz Wilhelm Schwarz
- 1963 : Der Fall Sacco und Vanzetti (telefilm), de Edward Rothe
- 1965 : König Nicolo oder So ist das Leben (telefilm), de Wilhelm Semmelroth
- 1966 : Acits (telefilm), de Imo Moszkowicz
- 1966 : Nach Damaskus (telefilm), de Wilhelm Semmelroth
- 1967 : Der dritte Handschuh (serie TV), de Eberhard Itzenplitz)
- 1967 : Dieser Mann und Deutschland (telefilm), de Hansjürgen Pohland y Heinz von Cramer)
- 1968 : Mathilde Möhring (telefilm), de Claus Peter Witt
- 1969 : Rotmord (telefilm), de Peter Zadek
- 1974 : Das letzte Testament (telefilm), de Joachim Hess
- 1973–1975 : Lemmi und die Schmöker (serie TV), de Peter Podehl
- 1981 : Colombe (telefilm), de Heinz Wilhelm Schwarz

## Radio (selección)

### Director
- 1950 : Hermann Kesser: Schwester Henriette (Südwestfunk)
- 1950 : Ferenc Molnár: Eins, zwei, drei (SWF)
- 1951 : Franz Werfel: Der veruntreute Himmel (SWF)
- 1951 : James Dale: Dein Herz für mich und meinen Hund (SWF)
- 1952 : Christa Maria Piontek, Paul Hühnerfeld: Es war ein ungewöhnlich langer Tag (SWF)
- 1952 : Walter Kolbenhoff: Der arme Mann von Gorgonzola (SWF)
- 1952 : Christian Bock: Das sonderbare Telefon (SWF/Radio Bremen)
- 1953 : Josef Martin Bauer: Der gerechte Herr Boll (SWF)
- 1962 : E. T. A. Hoffmann: Nussknacker und Mausekönig (SWF)

### Actor
Garg figura en la base de datos de la emisora ARD por haber participado en más de 440 registros. 